# 李東霖
李東霖（1986-2012），臺灣詩人。曾獲全國優秀青年詩人獎，著有詩集《終於起舞》。

## 作品

### 詩集
- 《終於起舞》（九歌出版社，2010年10月，ISBN 9789574447251）

### 語文讀本
- 《唐朝詩人故事》（五南出版社，2013年1月，ISBN 9789571169507）